# Arte Takasaki
Arte Takasaki (japanisch アルテ高崎 Arute Takasaki) war ein von 1996 bis 2012 bestehender, japanischer Fußballklub, mit Sitz in der Stadt Takasaki innerhalb der Präfektur Gunma in Kantō.

## Geschichte
Im Jahr 1996 wurde der Klub als Makkī FC Kantō gegründet. Im Jahr 2000 übernahm die Bildungsgesellschaft Horikoshi Gakuen den Klub und gründete ihn mit Gunma FC Fortona unter einem neuen Namen. Dieser musste aufgrund von Urheberrechtsproblemen in Gumna FC Horikoshi geändert werden. In der Saison 2000 gelang in der regionalen zweiten Liga der Präfektur Gunma in jedem Spiel ein Sieg, nach dem Aufstieg in die erste regionale Liga, gelang dies ebenfalls, womit es in die Regionalliga Kantō ging. Nach einem weiteren Meistertitel hier, ging es über die Play-offs in die damals drittklassige Japan Football League.
In der ersten Saison gelang mit 41 Punkten nach 30 Spielen eine Platzierung auf dem achten Platz. Dieselbe Platzierung konnte auch in der Saison 2005 erreicht werden, dieses Mal mit 48 Punkten. Ebenfalls 2005 wurde der Name der Präfektur aus dem des Klubs gestrichen. Zur nächsten Saison fand die Umbenennung in Arte Takasaki statt. Die Spielzeit beendete man mit 37 Punkten auf dem zehnten Platz. Hatte man bis dato in der Liga immer ein positives Torverhältnis, sollte dies danach nicht mehr gelingen.
In der Saison 2007 landete man abgeschlagen mit sieben Punkten auf dem 18. und damit letzten Platz. Durch mehrere Fusionen zur nächsten Saison und Aufsteiger in die höhere Spielklasse und die damit verbundenen umfangreichen Veränderungen im Teilnehmerfeld, musste der Klub nicht absteigen. Die Spielzeit 2008 verlief ähnlich zur vorherigen, diesmal reichte es für den 17. Platz. Aus wiederum ähnlichen Gründen wie in der Vorsaison gab es aber auch diesmal keine Absteiger. Am Ende der Saison 2009, wo es wieder Absteiger gab, konnte der Klub mit 40 Punkten Platz 14 erreichen. Mit 29 Punkten reicht es am Ende der Spielzeit 2010 für den 17. Platz. Ein Relegationsspiel gegen den drittplatzierten der Regionalliga-Finalrunde, den Sanyo Electric Sumoto SC, gewann das Team mit 4:1. Die Ausgabe 2011 schloss mit 34 Punkten auf Platz 16 ab.
Im Januar 2012 konnte die Betreiberorganisation die finanzielle Zukunft des Klubs nicht mehr gewährleisten, womit man sich schließlich aus der JFL zurückziehen musste und der Klub aufgelöst wurde.